# Archidiocèse de Gwangju
L'archidiocèse de Gwangju (en latin :  Archidioecesis Kvangiuensis) est un archidiocèse de l’Église catholique de Corée dirigée par l'archevêque Simon Ok Hyun-jin.

## Histoire
Le diocèse de Gwangju est fondé en Corée le 13 avril 1937 sous le nom de préfecture apostolique de Kwoszu. Il prend le nom de Kwangju le 12 juillet 1950. Il devient un vicariat apostolique le 21 janvier 1957. Jean XXIII éleve le vicariat en archidiocèse le 10 mars 1962,.

### Historique des dirigeants

#### Préfecture apostoliquede Kwoszu
- Owen McPolin (1937–1942)
- Thomas Asagoro Wakida (1942–1945)
- Owen McPolin (1945–1947)
- Patrick Thomas Brennan (1949–1950)
- Harold William Henry (1954–1957)

#### Vicariat apostoliquede Kwangju
- Harold William Henry (1957–1962)

#### Archevêque of Gwangju
- Harold William Henry (1962–1971)
- Peter Han Kong-ryel (1971–1973)
- Victorinus Youn Kong-hi (1973–2000)
- Andreas Choi Chang-mou (de) (2000–2010)
- Hyginus Kim Hee-jong (2010–2022)
- Simon Ok Hyun-jjn (de) (depuis 2022)

### Évêque coadjuteur
- Andreas Choi Chang-mou (1999–2000)
- Hyginus Kim Hee-jong (2009–2010)

### Évêque auxiliaire
- Andreas Choi Chang-mou (1994–1999)
- Hyginus Kim Hee-jong (2003–2009)
- Simon Ok Hyun-jin (2011–2022)

## Diocèses suffragants
- Jeju (en)
- Jeonju (en)